# Cratere Handel
Handel è un cratere d'impatto presente sulla superficie di Mercurio, a 3,64° di latitudine nord e 34,06° di longitudine ovest. Il suo diametro è pari a 138 km.
Il cratere è stato battezzato dall'Unione Astronomica Internazionale in onore del compositore anglo-tedesco Georg Friedrich Händel.